# Ancienne Gare D'El Abadla
La gare d'Abadla est une ancienne gare ferroviaire algérienne située sur le territoire de la commune de d'Abadla, dans la wilaya de Béchar.
La gare est mise en service en 1948, lors du prolongement de 90 km du chemin de fer transsaharien de Colomb-Béchar (actuelle Béchar) à Abadla.

## Situation ferroviaire
Située à une altitude de 580 m, la gare était le terminus de la ligne de Béchar à Abadla, au point kilométrique (PK) 90 de la ligne où elle était précédée de la gare de Béchar - Méditerranée-Niger.

## Histoire
La gare est mise en service en 1948 lors du prolongement de 90 km du chemin de fer transsaharien (ou chemin de fer Méditerranée-Niger) de Colomb-Béchar (actuelle Béchar) jusqu'à Abadla. Cette section du Transsaharien portait, en Algérie, le nom de ligne de Béchar à Abadla.
Le projet de construction de la ligne du Transsaharien avait pour objectif de créer une liaison ferroviaire entre le port de Nemours (actuelle Ghazaouet), située au Nord-Ouest de l'Algérie, et Ségou (au Mali) d'une part et Niamey (au Niger), d'autre part, via Oujda au Maroc et Tessit au Mali, en traversant la partie occidentale du Sahara. Cependant, la ligne ne fut pas prolongée au-delà d'Abadla qui devint alors sont terminus jusqu'en 1962 où elle est fermée.